# Skudzawy (gromada)
Skudzawy – dawna gromada, czyli najmniejsza jednostka podziału terytorialnego Polskiej Rzeczypospolitej Ludowej w latach 1954–1972.
Gromady, z gromadzkimi radami narodowymi (GRN) jako organami władzy najniższego stopnia na wsi, funkcjonowały od reformy reorganizującej administrację wiejską przeprowadzonej jesienią 1954 do momentu ich zniesienia z dniem 1 stycznia 1973, tym samym wypierając organizację gminną w latach 1954–1972.
Gromadę Skudzawy z siedzibą GRN w Skudzawach utworzono – jako jedną z 8759 gromad na obszarze Polski – w powiecie rypińskim w woj. bydgoskim, na mocy uchwały nr 24/10 WRN w Bydgoszczy z dnia 5 października 1954. W skład jednostki weszły obszary dotychczasowych gromad Skudzawy, Skudzawy Nowe i Borki ze zniesionej gminy Sadłowo oraz obszary dotychczasowych gromad Puszcza Miejska i Puszcza Rządowa ze zniesionej gminy Pręczki w tymże powiecie. Dla gromady ustalono 19 członków gromadzkiej rady narodowej.
Gromadę zniesiono 31 grudnia 1961, a jej obszar włączono do gromad Skrwilno (wsie Borki, Skudzawy i Skudzawy Nowe) i Pręczki (wsie Puszcza Miejska i Puszcza Rządowa) w tymże powiecie.